# مجموعات الغذاء عند سكان أستراليا الأصليين
عادة ما كان سكان أستراليا الأصليون يتبعون طريقة منهجية في تصنيف مصادر الغذاء. فيما يلي بعض الأمثلة.

## أستراليا الوسطى
في أستراليا الوسطى، استخدمت الشعوب الأسترالية الأصلية وسائل مبتكرة من أجل تحقيق نظام غذائي صحي متوازن.
إليكم أصناف الغذاء، وأسماؤها وفقًا للغة الأصلية:
| الاسم الأصلي          | الغذاء                                                                 | الأمثلة |
| --------------------- | ---------------------------------------------------------------------- | --- |
| كير                   | غذاء من الحيوانات؛ ويتضمن اللحم والدهن والأحشاء والدم والبيض           | كير أرليواتيري (الورل الأسترالي) وكير أولكيرتي (السحلية الأسترالية)وكير أرنتيثيرك (ثعبان السجاد) وكير أهيري (الكنغر) وكير أنتيهي (الأوبوسوم) وكير إيناب (قنفذ النمل) وكير أنكيري (الدرميس الأسترالي). |
| ميرني                 | غذاء من النباتات والفاكهة والخضروات                                    | ميرني أتواكي (البرتقال البري) وميرني أروتنيج (فاكهة الآلام البرية) وميرني بميرلب (الخوخ الصحراوي) وميرني موانيمي (الطماطم الكرزية) وميرني أرنويكيتي (الكشمش الأسود) وميرني ألاناجكوي (أشجار الموز) وميرني أرالتيي (اللوبياء الرمحية). |
| ناتانج (ميرني ناتانج) | بذور صالحة للأكل                                                       | ميرني ناتانج أولاواي (بذور نبات الرجلة) وميرني ناتانج آرليب (بذور السنط الشائك) وميرني ناتانج أرتيتي (بذور الأكاسيا) وميرني ناتانج أرلكيتري (بذور الأكاسيا ثلاثية الأوراق) (انظر أيضًا: كعك بذور الكراوية) |
| تايابي                | يرقات وحشرات صالحة للأكل ويرقات الخنفساء وزيز الحصاد                   | تايابي أتنيماتي (يرقة الخنفساء) وتايابي أهيرينهج (يرقة الكافور) وتايابي أنكيروتين (يرقة شجرة الأوكاليبتوس) وتايابي تايرياي (زيزان الحصاد) وتايابي أيبي-أرنيي (اليسروع). تايابي أتنيماتي (يرقة الخنفساء) - اعثر على شقوق في الأرض أسفل شجيرة الخنفساء (أكاسيا كيمبيانا) واحفر هناك. - ارفع الجذور البارزة حيث هناك تعيش اليرقات - تناول اليرقات نيئة أو مطهية في الأرض الساخنة - استخدم أحشاء اليرقات لتهدئة الجروح والقرح |
| نجكوارلي              | الأطعمة الشبيهة بالعسل والرحيق والعسل البري وشراب اليرقات والصمغ الحلو | نجكوارلي أثينجي أرلبيرل (صمغ شجرة الخشب الحديدي) ونجكوارلي ألكيرامبوي (صمغ شجرة الأكاسيا ونجكوارلي أرلبيرامبوي (صمغ شجرة الخشب الأبيض ونجكوارلي أتنيرامبوي (صمغ شجرة الكَرْمَة) ونجكوارلي أكيكاري (صمغ شجيرة الخنفساء) ونجكوارلي أبيرانتي (شراب الكافور ونجكوارلي يرامبي (نمل العسل) ونجكوارلي أروينجالكير (نحل العسل) ونجكوارلي أنتيمبي (رحيق زهرة شجرة الخشب الفِلّينِيّ).                                                     |

إليكم بعض الكلمات الأخرى من اللغة الأصلية المتعلقة بتصنيفات الغذاء:
- ثايب المخلوقات الطائرة ذات اللحوم والطيور (ليست درميس أسترالي)، والخفافيش
- كواتيي الماء في أي شكل وحالة، ومصادر الماء والمياه والأمطار والسُحُب
- أرني الأشجار والشجيرات والنباتات الخشبية وبعض الأعشاب
- أوري النار، وكل ما يتعلق بالنار.

## النهاية العليا
في منطقة النهاية العليا، تلعب المأكولات البحرية دورًا هامًا في النظام الغذائي. إليكم مجموعات الغذاء وأسماؤها وفقًا للغة شعب اليولنجو :
| الاسم بلغة اليولنجو                                                                                     | الأطعمة |
| --- | --- |
| مورنيانج' (أي طعام ينتمي لفئة النباتات أو الخضروات)</ref> الأسماء البديلة: دهاكا ونجيانجياي وبوكو بيرا' | جونيل (اللحوم والرخويات البحرية مثل المحار والبيض) الأسماء البديلة: Matha-yal, Merrpal'Matha-bira, Ŋänarr-yal |
| 1. بورام— الفواكه                                                                                       | 1. وراكان'— الحيوانات والطيور الأرضية                                                                         |
| 2. جوكو— منتجات النحل                                                                                   | 2. ميابونو— الثدييات البحرية                                                                                  |
| 3. نجاثا— الأطعمة التي مصدرها الجذور                                                                    | 3. مارانيدجاك— أسماك الراي والقروش                                                                            |
| 4. مانوتجي نجاثا— البذور                                                                                | 4. جويا— السمك                                                                                                |
| 5. مودونجاي— المواد الغذائية من نبتةالسيكاد                                                             | 5. مايبال— الرخويات البحرية والسرطان                                                                          |
| | 6. مابو— البيض                                                                                                |

يتحدث الكبار دائمًا عن الحاجة إلى تناول المجموعات الغذائية خاصةً المنتمية إلى فئة الأطعمة النباتية' وفئة البروتينات الحيوانية بالإضافة إلى أهمية دعم نظامهم الغذائي بشرب الماء العذب. ومع اتباع مثل هذا النظام الغذائي الصحي المتوازن والحفاظ عليه، أدرك السكان الأصليون أنهم على المسار الصحيح.
عندما يعود الرجال من رحلة صيد الإوز، يكون لديهم رغبة شديدة في تناول الأطعمة النباتية بعد تناولهم الكثير والكثير من اللحم والبيض. في غضون ذلك، يكون النساء، الأطفال وكبار السن في مخيماتهم يتوقون لتناول البروتينات الحيوانية من لحم الإوز والبيض بعد تناول الكثير من الأطعمة النباتية'.